# Крупняков, Алексей Игоревич
Алексей Игоревич Крупняко́в (род. 28 мая 1978, город Калининград, Россия) — киргизский борец вольного стиля, бронзовый призёр Чемпионатов Мира (2005 и 2010 ), призёр Азиатских игр (2002 и 2006) и чемпион Азии (2007).
«Заслуженный мастер спорта». Победитель Кубка Мира (1998 год, США). Чемпион Европы, участник двух Олимпийских игр (2004,2008). Победитель Гран-при памяти Али Алиева (2003, Махачкала). Серебряный призёр первенства Мира среди юниоров (1996, Москва). Многократный победитель турниров серии Гран-при на призы братьев Белоглазовых. Многократный победитель и призёр Международных турниров серии Гран-при в Турции, Германии, Польше, Швейцарии, Болгарии.

## Награды и звания
- Медаль "За заслуги перед городом Калининградом" (18 мая 2016 года) - за большой личный вклад в развитие физической культуры и спорта г. Калининграда, высокие спортивные достижения на международных и национальных соревнованиях.
- Медаль"За спортивные успехи" (8 июня 1997 года) - от министра МВД республики Тыва (генерал-майор С.Монгуш)

## Работа
- С 1999 года по 2015 год преподавал физическую подготовку в Калининградском филиале Санкт-Петербургского университета МВД России.
- С 2016 года начальник отделения школы самбо-дзюдо Калининградской области.

## Образование
- В 1999 году закончил Калининградский юридический институт МВД России по специальности "юриспруденция".
- Закончил в 2013 году магистратуру в БФУ им. Канта по направлению подготовки "физическая культура".